# Baraque de Fraiture
Baraque de Fraiture je kopec ve východní Belgii, vysoký 652 metrů. Leží na území obce Vielsalm a je nejvyšším bodem provincie Lucemburk. Leží v Ardenách na náhorní plošině Plateau des Tailles a tvoří rozvodí mezi řekami Amblève a Ourthe. Jeho prominence dosahuje 153 m a izolace od nejbližšího vyššího vrcholu Signal de Botrange činí 38 km. Na vrcholu se nachází televizní vysílač.
Kopec leží poblíž evropské silnice E25. Název Baraque de Fraiture (valonsky Li Barake di Frêteûre) dostal po nedaleké vesnici Fraiture a po zdejší chýši (francouzsky baraque), která sloužila jako útulek pro kopáče rašeliny, celnice i hostinec. Místo je také známé vojenskými operacemi, k nimž zde došlo v letech 1940 i 1944. Padlé vojáky připomíná památník odhalený v roce 2007. 
Baraque de Fraiture patří k nejvýznamnějším belgickým střediskům zimních sportů. Areál má rozlohu 25 hektarů, patří k němu tři sjezdovky a čtyři běžkařské okruhy. Lyžovat je zde možno průměrně dvacet dní v roce.
Julos Beaucarne zmiňuje toto místo v písni „La tâtonneuse“. Dramatik Ivan Vrambout napsal hru s názvem Baraque Frituur, jejímž hrdinou je Vlám, který kvůli neznalosti francouzštiny zkomolí název kopce na „barák, kde se frituje“.